# Acanthodelta theata
Acanthodelta theata är en fjärilsart som beskrevs av Fletcher 1957. Acanthodelta theata ingår i släktet Acanthodelta och familjen nattflyn. Inga underarter finns listade i Catalogue of Life.